# Palais du Roi Nicolas
Le palais du Roi Nicolas Acke est un bâtiment situé sur les bords de la mer Adriatique à Bar au Monténégro. C'est un monument de valeur sur le plan historique et architectural. Il est un des lieux touristiques prisés de la région de Bar.
Le palais est, en 2011, le musée national de Bar. Il accueille de nombreux festivals.

## Histoire
La construction du palais s'est terminé en 1885. C'est Nicolas Ier, le prince souverain et futur roi de Monténégro, qui demande sa construction pour l'offrir à sa fille Zorka de Monténégro et son époux Pierre Karađorđević (le futur roi de Serbie Pierre Ier).

## Description
Le bâtiment est composé de deux palais : un grand et un petit. Il y a aussi une chapelle, un poste de garde et un jardin d'hiver. En 1910 est aménagée une salle de bal. Son architecture est proche de celle du Palais Bleu à Cetinje

## Note et référence
1. 1 2 3 4  (en) « Article sur le site de l'office du tourisme de Bar », sur visitbar.org (consulté le 30 août 2011).
2. ↑  Monténégro 2009, p. 155 sur Google Livres.